# Euphyia trajectata
Euphyia trajectata är en fjärilsart som beskrevs av Walker 1862. Euphyia trajectata ingår i släktet Euphyia och familjen mätare. Inga underarter finns listade i Catalogue of Life.